# Det Nordiske Forlag
Det Nordiske Forlag var et bogforlag, der eksisterede mellem 1895 og 1903. Det Nordiske Forlag blev stiftet ved en sammenlægning af Ernst Bojesens forlag og P.G. Philipsens forlag. Forlaget var succesfuldt og udgav bl.a. Danmarks Riges Historie og Folkenes Historie samt skønlitterære værker af bl.a. Henrik Pontoppidan og Johannes V. Jensen. Forlaget udgav tillige skolebøger og ordbøger.
Forlaget lå i skarp konkurrence med forlaget Gyldendal. Konkurrencen mellem de to forlag blev dog afbrudt, da de to forlag blev slået sammen i 1903 under navnet Gyldendalske Boghandel Nordisk Forlag.